# Stylapterus micranthus
Stylapterus micranthus är en tvåhjärtbladig växtart som beskrevs av R. Dahlgr.. Stylapterus micranthus ingår i släktet Stylapterus och familjen Penaeaceae. Inga underarter finns listade i Catalogue of Life.